# کایلی فلمینگ
کیلی پریسلی فلمینگ (متولد ۲۰۰۷) یک بازیگر اهل ایالات متحده آمریکا است. او بیشتر به‌خاطر بازی در نقش جودیث گرایمز در مجموعه تلویزیونی مردگان متحرک، ساختهٔ شبکه ای‌ام‌سی، شهرت یافته‌است.

## زندگی و حرفه
فلمینگ در پیکیون، میسیسیپی، متولد شد. او در سن ۸ سالگی، بازیگری را به صورت حرفه‌ای آغاز کرد و نخستین بار، در فیلم جنگ ستارگان: نیرو برمی‌خیزد و در نقش جوانی ری را بازی کرد. فلمینگ در فصل ۹ مردگان متحرک، شروع به بازی در نقش جودیث گرایمز کرد و با شروع فصل ۱۰ این سریال، به یک نقش ثابت تبدیل شد. او به‌طور کوتاه در قسمت چهارم لوکی در نقش جوانی سیلوی ظاهر شد.

## فیلم‌شناسی

### فیلم
| سال  | عنوان                       | نقش         | یادداشت   |
| ---- | --------------------------- | ----------- | --------- |
| ۲۰۱۵ | جنگ ستارگان: نیرو برمی‌خیزد  | ری جوان     |           |
| ۲۰۱۶ | کتاب عشق                    | میلی جوان   |           |
| ۲۰۱۷ | واکنش مسلحانه               | دانیل       |           |
| ۲۰۱۷ | ویرانی                      | رحمت        |           |
| ۲۰۱۸ | سوپرکان                     | دختر کوچولو |           |
| ۲۰۱۸ | شناور                       | گرتا دان    |           |
| ۲۰۱۸ | نعناع تند                   | کارلی شمال  |           |
| ۲۰۱۹ | جنگ ستارگان: خیزش اسکای‌واکر | ری جوان     | آرشیو شده |
| ۲۰۲۴ | ایف                         | بی          |           |

### تلویزیون
| سال           | عنوان        | نقش         | یادداشت                |
| ------------- | ------------ | ----------- | ---------------------- |
| ۲۰۱۵          | یک میسیسیپی  | تیگ جوان    | قسمت: "خلبان"          |
| ۲۰۱۶          | خاطرات       | اوبی        | تلویزیون کوتاه         |
| ۲۰۱۷          | واعظ         | سوزی        | قسمت: "پایان راه"      |
| ۲۰۱۷          | چیزهای بهتر  | غم و اندوه  | ۴ قسمت                 |
| ۲۰۱۸ تا اکنون | مردگان متحرک | جودیت گریمز | ۲۱ قسمت                |
| ۲۰۱۹          | خزنده        | ایوی        | قسمت: "خانه سر"        |
| ۲۰۲۱          | لوکی         | سیلوی جوان  | قسمت: " رویداد Nexus " |